# Grand Prix Miasta Meksyk 2024
Grand Prix Miasta Meksyk 2024, oficjalnie Formula 1 Gran Premio de la Ciudad de México 2024 – dwudziesta runda Mistrzostw Świata Formuły 1 w sezonie 2024. Grand Prix odbyło się w dniach 25–27 października 2024 na torze Autódromo Hermanos Rodríguez w Meksyku. Wyścig po starcie z pole position wygrał Carlos Sainz Jr. (Ferrari), a na podium stanęli kolejno: Lando Norris (McLaren) i Charles Leclerc (Ferrari).

## Lista startowa
Na niebieskim tle kierowcy biorący udział jedynie w piątkowych treningach.
| Nr          | Kierowca              | Zespół                        | Samochód                          | Silnik              | Opony |
| ----------- | --------------------- | ----------------------------- | --------------------------------- | ------------------- | ----- |
| 1           | Max Verstappen        | Oracle Red Bull Racing        | Red Bull RB20                     | Honda RBPTH002      | P     |
| 4           | Lando Norris          | McLaren Formula 1 Team        | McLaren MCL38                     | Mercedes-AMG F1 M15 | P     |
| 10          | Pierre Gasly          | BWT Alpine F1 Team            | Alpine A524                       | Renault E-Tech RE24 | P     |
| 11          | Sergio Pérez          | Oracle Red Bull Racing        | Red Bull RB20                     | Honda RBPTH002      | P     |
| 12          | Andrea Kimi Antonelli | Mercedes-AMG PETRONAS F1 Team | Mercedes-AMG F1 W15 E Performance | Mercedes-AMG F1 M15 | P     |
| 14          | Fernando Alonso       | Aston Martin Aramco F1 Team   | Aston Martin AMR24                | Mercedes-AMG F1 M15 | P     |
| 16          | Charles Leclerc       | Scuderia Ferrari HP           | Ferrari SF-24                     | Ferrari 066/12      | P     |
| 18          | Lance Stroll          | Aston Martin Aramco F1 Team   | Aston Martin AMR24                | Mercedes-AMG F1 M15 | P     |
| 20          | Kevin Magnussen       | MoneyGram Haas F1 Team        | Haas VF-24                        | Ferrari 066/10      | P     |
| 22          | Yūki Tsunoda          | Visa Cash App RB F1 Team      | RB VCARB 01                       | Honda RBPTH002      | P     |
| 23          | Alexander Albon       | Williams Racing               | Williams FW46                     | Mercedes-AMG F1 M15 | P     |
| 24          | Zhou Guanyu           | Stake F1 Team Kick Sauber     | Kick Sauber C44                   | Ferrari 066/12      | P     |
| 27          | Nico Hülkenberg       | MoneyGram Haas F1 Team        | Haas VF-24                        | Ferrari 066/10      | P     |
| 29          | Pato O'Ward           | McLaren Formula 1 Team        | McLaren MCL38                     | Mercedes-AMG F1 M15 | P     |
| 30          | Liam Lawson           | Visa Cash App RB F1 Team      | RB VCARB 01                       | Honda RBPTH002      | P     |
| 31          | Esteban Ocon          | BWT Alpine F1 Team            | Alpine A524                       | Renault E-Tech RE24 | P     |
| 34          | Felipe Drugovich      | Aston Martin Aramco F1 Team   | Aston Martin AMR24                | Mercedes-AMG F1 M15 | P     |
| 38          | Oliver Bearman        | Scuderia Ferrari HP           | Ferrari SF-24                     | Ferrari 066/12      | P     |
| 43          | Franco Colapinto      | Williams Racing               | Williams FW46                     | Mercedes-AMG F1 M15 | P     |
| 44          | Lewis Hamilton        | Mercedes-AMG PETRONAS F1 Team | Mercedes-AMG F1 W15 E Performance | Mercedes-AMG F1 M15 | P     |
| 55          | Carlos Sainz Jr.      | Scuderia Ferrari HP           | Ferrari SF-24                     | Ferrari 066/12      | P     |
| 63          | George Russell        | Mercedes-AMG PETRONAS F1 Team | Mercedes-AMG F1 W15 E Performance | Mercedes-AMG F1 M15 | P     |
| 77          | Valtteri Bottas       | Stake F1 Team Kick Sauber     | Kick Sauber C44                   | Ferrari 066/12      | P     |
| 81          | Oscar Piastri         | McLaren Formula 1 Team        | McLaren MCL38                     | Mercedes-AMG F1 M15 | P     |
| 97          | Robert Szwarcman      | Stake F1 Team Kick Sauber     | Kick Sauber C44                   | Ferrari 066/12      | P     |
| Źródło: FIA |                       |                               |                                   |                     |       |

## Wyniki

### Najlepsze czasy sesji treningowych
| Sesja       | Nr | Kierowca         | Konstruktor      | Czas     | Okr. |
| ----------- | -- | ---------------- | ---------------- | -------- | ---- |
| 1           | 63 | George Russell   | Mercedes         | 1:17,998 | 24   |
| 2           | 55 | Carlos Sainz Jr. | Ferrari          | 1:17,699 | 34   |
| 3           | 81 | Oscar Piastri    | McLaren-Mercedes | 1:16,492 | 18   |
| Źródło: FIA |    |                  |                  |          |      |

### Kwalifikacje
| P                    | Nr | Kierowca         | Konstruktor                  | Czasy w kwalifikacjach | Czasy w kwalifikacjach | Czasy w kwalifikacjach | Poz. s. |
| P                    | Nr | Kierowca         | Konstruktor                  | Q1                     | Q2                     | Q3                     | Poz. s. |
| -------------------- | -- | ---------------- | ---------------------------- | ---------------------- | ---------------------- | ---------------------- | ------- |
| 1                    | 55 | Carlos Sainz Jr. | Ferrari                      | 1:16,778               | 1:16,515               | 1:15,946               | 1       |
| 2                    | 1  | Max Verstappen   | Red Bull Racing-Honda RBPT   | 1:16,803               | 1:16,514               | 1:16,171               | 2       |
| 3                    | 4  | Lando Norris     | McLaren-Mercedes             | 1:16,505               | 1:16,301               | 1:16,260               | 3       |
| 4                    | 16 | Charles Leclerc  | Ferrari                      | 1:16,972               | 1:16,641               | 1:16,265               | 4       |
| 5                    | 63 | George Russell   | Mercedes                     | 1:17,194               | 1:16,937               | 1:16,356               | 5       |
| 6                    | 44 | Lewis Hamilton   | Mercedes                     | 1:17,306               | 1:16,973               | 1:16,651               | 6       |
| 7                    | 20 | Kevin Magnussen  | Haas-Ferrari                 | 1:17,125               | 1:17,003               | 1:16,886               | 7       |
| 8                    | 10 | Pierre Gasly     | Alpine-Renault               | 1:17,149               | 1:17,048               | 1:16,892               | 8       |
| 9                    | 23 | Alexander Albon  | Williams-Mercedes            | 1:17,189               | 1:16,988               | 1:17,065               | 9       |
| 10                   | 27 | Nico Hülkenberg  | Haas-Ferrari                 | 1:17,186               | 1:16,995               | 1:17,365               | 10      |
| 11                   | 22 | Yūki Tsunoda     | RB-Honda RBPT                | 1:17,182               | 1:17,129               |                        | 11      |
| 12                   | 30 | Liam Lawson      | RB-Honda RBPT                | 1:17,380               | 1:17,162               |                        | 12      |
| 13                   | 14 | Fernando Alonso  | Aston Martin Aramco-Mercedes | 1:17,307               | 1:17,168               |                        | 13      |
| 14                   | 18 | Lance Stroll     | Aston Martin Aramco-Mercedes | 1:17,407               | 1:17,294               |                        | 14      |
| 15                   | 77 | Valtteri Bottas  | Kick Sauber-Ferrari          | 1:17,393               | 1:17,817               |                        | 15      |
| 16                   | 43 | Franco Colapinto | Williams-Mercedes            | 1:17,558               |                        |                        | 16      |
| 17                   | 81 | Oscar Piastri    | McLaren-Mercedes             | 1:17,597               |                        |                        | 17      |
| 18                   | 11 | Sergio Pérez     | Red Bull Racing-Honda RBPT   | 1:17,611               |                        |                        | 18      |
| 19                   | 31 | Esteban Ocon     | Alpine-Renault               | 1:17,617               |                        |                        | PL      |
| 20                   | 24 | Zhou Guanyu      | Kick Sauber-Ferrari          | 1:18,072               |                        |                        | 19      |
| 107% czasu: 1:21,860 |    |                  |                              |                        |                        |                        |         |
| Źródło: FIA          |    |                  |                              |                        |                        |                        |         |

### Wyścig
| P                 | Nr | Kierowca         | Konstruktor                  | Okr. | Czas         | Poz. s. | +/−       | Punkty |
| ----------------- | -- | ---------------- | ---------------------------- | ---- | ------------ | ------- | --------- | ------ |
| 1                 | 55 | Carlos Sainz Jr. | Ferrari                      | 71   | 1:40:55,800  | 1       | Bez zmian | 25     |
| 2                 | 4  | Lando Norris     | McLaren-Mercedes             | 71   | +4,705       | 3       | 1         | 18     |
| 3                 | 16 | Charles Leclerc  | Ferrari                      | 71   | +34,387      | 4       | 1         | 15+1   |
| 4                 | 44 | Lewis Hamilton   | Mercedes                     | 71   | +44,780      | 6       | 2         | 12     |
| 5                 | 63 | George Russell   | Mercedes                     | 71   | +48,536      | 5       | Bez zmian | 10     |
| 6                 | 1  | Max Verstappen   | Red Bull Racing-Honda RBPT   | 71   | +59,558      | 2       | 4         | 8      |
| 7                 | 20 | Kevin Magnussen  | Haas-Ferrari                 | 71   | +63,642      | 7       | Bez zmian | 6      |
| 8                 | 81 | Oscar Piastri    | McLaren-Mercedes             | 71   | +64,928      | 17      | 9         | 4      |
| 9                 | 27 | Nico Hülkenberg  | Haas-Ferrari                 | 70   | +1 okrążenie | 10      | 1         | 2      |
| 10                | 10 | Pierre Gasly     | Alpine-Renault               | 70   | +1 okrążenie | 8       | 2         | 1      |
| 11                | 18 | Lance Stroll     | Aston Martin Aramco-Mercedes | 70   | +1 okrążenie | 14      | 3         |        |
| 12                | 43 | Franco Colapinto | Williams-Mercedes            | 70   | +1 okrążenie | 16      | 4         |        |
| 13                | 31 | Esteban Ocon     | Alpine-Renault               | 70   | +1 okrążenie | PL      | 7         |        |
| 14                | 77 | Valtteri Bottas  | Kick Sauber-Ferrari          | 70   | +1 okrążenie | 15      | 1         |        |
| 15                | 24 | Zhou Guanyu      | Kick Sauber-Ferrari          | 70   | +1 okrążenie | 19      | 4         |        |
| 16                | 30 | Liam Lawson      | RB-Honda RBPT                | 70   | +1 okrążenie | 12      | 4         |        |
| 17                | 11 | Sergio Pérez     | Red Bull Racing-Honda RBPT   | 70   | +1 okrążenie | 18      | 1         |        |
| NS                | 14 | Fernando Alonso  | Aston Martin Aramco-Mercedes | 15   | NU (hamulce) | 13      |           |        |
| NS                | 23 | Alexander Albon  | Williams                     | 0    | NU (wypadek) | 9       |           |        |
| NS                | 22 | Yūki Tsunoda     | RB-Honda RBPT                | 0    | NU (wypadek) | 11      |           |        |
| Źródło: Formula 1 |    |                  |                              |      |              |         |           |        |

### Najszybsze okrążenie
| Nr                | Kierowca        | Konstruktor | Czas     | Okr. |
| ----------------- | --------------- | ----------- | -------- | ---- |
| 16                | Charles Leclerc | Ferrari     | 1:18,336 | 71   |
| Źródło: Formula 1 |                 |             |          |      |

### Prowadzenie w wyścigu
| Nr                              | Kierowca         | Konstruktor                | Okrążenia | Suma |
| ------------------------------- | ---------------- | -------------------------- | --------- | ---- |
| 1                               | Max Verstappen   | Red Bull Racing-Honda RBPT | 1–8       | 8    |
| 55                              | Carlos Sainz Jr. | Ferrari                    | 9–71      | 63   |
| \| Wykres \| \| ------ \| \| \| |                  |                            |           |      |
| Źródło: FIA                     |                  |                            |           |      |
| Wykres                          |                  |                            |           |      |
|                                 |                  |                            |           |      |

## Klasyfikacja po wyścigu

### Kierowcy
| P                | +/−       | Kierowca         | Zgł. | Punkty | P1 | P2 | P3 | PP | NO | NS | NU | NW | DK | WYK |
| ---------------- | --------- | ---------------- | ---- | ------ | -- | -- | -- | -- | -- | -- | -- | -- | -- | --- |
| 1                | Bez zmian | Max Verstappen   | 20   | 362    | 7  | 4  | 1  | 8  | 2  | 2  | 2  | –  | –  | –   |
| 2                | Bez zmian | Lando Norris     | 20   | 315    | 3  | 6  | 3  | 6  | 4  | –  | 1  | –  | –  | –   |
| 3                | Bez zmian | Charles Leclerc  | 20   | 291    | 3  | 2  | 6  | 3  | 3  | 1  | 1  | –  | –  | –   |
| 4                | Bez zmian | Oscar Piastri    | 20   | 251    | 2  | 4  | 1  | –  | 1  | –  | –  | –  | –  | –   |
| 5                | Bez zmian | Carlos Sainz Jr. | 19   | 240    | 2  | 1  | 4  | 1  | 1  | 1  | 2  | –  | –  | –   |
| 6                | Bez zmian | Lewis Hamilton   | 20   | 189    | 2  | –  | 2  | –  | 2  | 2  | 2  | –  | –  | –   |
| 7                | Bez zmian | George Russell   | 20   | 177    | 1  | –  | 2  | 2  | 2  | 1  | 2  | –  | 1  | –   |
| 8                | Bez zmian | Sergio Pérez     | 20   | 150    | –  | 3  | 1  | –  | 1  | 2  | 3  | –  | –  | –   |
| 9                | Bez zmian | Fernando Alonso  | 20   | 62     | –  | –  | –  | –  | 2  | 1  | 1  | –  | –  | –   |
| 10               | Bez zmian | Nico Hülkenberg  | 20   | 31     | –  | –  | –  | –  | –  | 1  | 1  | –  | –  | –   |
| 11               | Bez zmian | Lance Stroll     | 20   | 24     | –  | –  | –  | –  | –  | 1  | 2  | –  | –  | –   |
| 12               | Bez zmian | Yūki Tsunoda     | 20   | 22     | –  | –  | –  | –  | –  | 4  | 4  | –  | –  | –   |
| 13               | 2         | Kevin Magnussen  | 19   | 14     | –  | –  | –  | –  | –  | 1  | 2  | –  | –  | 1   |
| 14               | 1         | Alexander Albon  | 20   | 12     | –  | –  | –  | –  | –  | 5  | 5  | –  | –  | –   |
| 15               | 1         | Daniel Ricciardo | 18   | 12     | –  | –  | –  | –  | 1  | 2  | 2  | –  | –  | –   |
| 16               | Bez zmian | Pierre Gasly     | 20   | 9      | –  | –  | –  | –  | –  | 3  | 2  | 1  | –  | –   |
| 17               | Bez zmian | Oliver Bearman   | 2    | 7      | –  | –  | –  | –  | –  | –  | –  | –  | –  | –   |
| 18               | Bez zmian | Franco Colapinto | 5    | 5      | –  | –  | –  | –  | –  | –  | –  | –  | –  | –   |
| 19               | Bez zmian | Esteban Ocon     | 20   | 5      | –  | –  | –  | –  | 1  | 1  | 1  | –  | –  | –   |
| 20               | Bez zmian | Liam Lawson      | 2    | 2      | –  | –  | –  | –  | –  | –  | –  | –  | –  | –   |
| 21               | Bez zmian | Zhou Guanyu      | 20   | 0      | –  | –  | –  | –  | –  | 2  | 2  | –  | –  | –   |
| 22               | Bez zmian | Logan Sargeant   | 14   | 0      | –  | –  | –  | –  | –  | 2  | 2  | –  | –  | –   |
| 23               | Bez zmian | Valtteri Bottas  | 20   | 0      | –  | –  | –  | –  | –  | 1  | 1  | –  | –  | –   |
| Źródło: Stats F1 |           |                  |      |        |    |    |    |    |    |    |    |    |    |     |

### Konstruktorzy
| P                | +/-       | Konstruktor                  | Zgł. | Punkty | P1 | P2 | P3 | PP | NO | NS | NU | NW | DK | WYK |
| ---------------- | --------- | ---------------------------- | ---- | ------ | -- | -- | -- | -- | -- | -- | -- | -- | -- | --- |
| 1                | Bez zmian | McLaren-Mercedes             | 40   | 566    | 5  | 10 | 4  | 6  | 5  | –  | 1  | –  | –  | –   |
| 2                | 1         | Ferrari                      | 40   | 537    | 5  | 3  | 10 | 4  | 4  | 2  | 3  | –  | –  | –   |
| 3                | 1         | Red Bull Racing-Honda RBPT   | 40   | 512    | 7  | 7  | 2  | 8  | 3  | 3  | 4  | –  | –  | –   |
| 4                | Bez zmian | Mercedes                     | 40   | 366    | 3  | –  | 4  | 2  | 4  | 3  | 4  | –  | 1  | –   |
| 5                | Bez zmian | Aston Martin Aramco-Mercedes | 40   | 86     | –  | –  | –  | –  | 2  | 2  | 3  | –  | –  | –   |
| 6                | Bez zmian | Haas-Ferrari                 | 40   | 46     | –  | –  | –  | –  | –  | 2  | 3  | –  | –  | 1   |
| 7                | Bez zmian | RB-Honda RBPT                | 40   | 36     | –  | –  | –  | –  | 1  | 6  | 6  | –  | –  | –   |
| 8                | Bez zmian | Williams-Mercedes            | 39   | 17     | –  | –  | –  | –  | –  | 7  | 7  | –  | –  | –   |
| 9                | Bez zmian | Alpine-Renault               | 40   | 14     | –  | –  | –  | –  | 1  | 4  | 3  | 1  | –  | –   |
| 10               | Bez zmian | Kick Sauber-Ferrari          | 40   | 0      | –  | –  | –  | –  | –  | 3  | 3  | –  | –  | –   |
| Źródło: Stats F1 |           |                              |      |        |    |    |    |    |    |    |    |    |    |     |